# Ludwig Otto von Plotho
Ludwig Otto Edler Herr und Freiherr von Plotho (* 28. November 1663 in Parey; † 18. August 1731 in Berlin) war ein preußischer Justizminister.

## Leben

### Herkunft und Familie
Ludwig Otto von Plotho war Angehöriger der Edlen Herren von Plotho. Seine Eltern waren Otto Christian von Plotho (1638–1687) und Juliane Sophie, geborene von Spitznas. Er vermählte sich mit Christiane von Brandenstein. Aus der Ehe ging der preußische Diplomat Erich Christoph von Plotho (1707–1788) hervor. Ein zweiter Sohn Georg Otto von Plotho machte als königlich preußischer Kriegs- und Domainen-Rat Karriere und war seitens des Johanniterordens als Komtur für Lietzen vorgesehen.

### Werdegang
Plotho studierte an Brandenburgischen Universität Frankfurt. Er war dann 1684 Volontär bei Generalmajors von Schlaberndorf. 1698 war er Regierungsrat in Magdeburg, 1699 wurde er als Gesandter an den Kurmainzischen und den Trierschen Hof entsandt. Ebenfalls im Jahre 1699 wurde er Reichskammergerichtsassessor. Seit etwa 1700 war Plotho Erbherr auf Parey und Gerbstedt. Er wurde 1701 Mitglied der Preußischen Akademie der Wissenschaften, hat jedoch offenbar kein dahingehendes Diplom erhalten. In den Jahren 1703 bis 1708 war er Subbelegatus bei der Reichkammergerichtsvisitation und avancierte 1705 (oder erst 1711) zum Geheimen Rat. 1711 wurde er nach Berlin berufen und Ritter des Ordens de la Générosité. Plotho übernahm
1712 als Direktor das oranische Tribunal. 1714 avancierte er zum Wirklichen Geheimen Etatsrat bzw. -minister und übernahm gleichzeitig als Präsident das Geheime Justizkollegium und das Oberappellationsgericht. König Friedrich Wilhelm I. erließ am 13. Dezember 1714 ein von dem Minister Plotho ausgearbeitetes Mandat, das die Hexenprozesse soweit einschränkte, dass es zu keinen weiteren Hinrichtungen kam. Er erhielt 1728 als Lehnsdirektor die Oberaufsicht über das Lehnswesen und 1729 die Versorgung der Reichs- und Justizsachen bei dem auswärtigen Department. Plotho wurde am 24. August 1731 in Parey begraben. Seine Privatbibliothek oder Teile derselben wurden 1732 an die Vorgängerinstitution der Gottfried Wilhelm Leibniz Bibliothek übergeben.